# GNF 2
GNF 2 (en francés: Groupement National de Football 2), conocida como Botola Pro 2 o Botola Pro 2 Inwi por motivos de patrocinio, es la segunda división del sistema de ligas del fútbol en Marruecos. La liga fue fundada en 1956 y es gestionada por la Real Federación de Fútbol de Marruecos (Fédération Royale Marocaine de Football). El equipo campeón logra el ascenso a la Botola, la primera división marroquí. 
La división está compuesta por 16 equipos que compiten por los dos primeros puestos que otorgan el ascenso directo a la Botola, mientras que los dos últimos clasificados descienden a la GNFA 1, la tercera división.

## Palmarés
- Hasta la temporada 1994-95 el torneo se disputó en dos grupos.

| Temporada | Campeón               | Subcampeón - 2° Ascenso        |
| --------- | --------------------- | ------------------------------ |
| 1995-96   | Hassania Agadir       | Wydad de Fès                   |
| 1996-97   | Maghreb de Fès        | Ittihad Tanger                 |
| 1997-98   | FUS Rabat             | Raja Beni Mellal               |
| 1998-99   | Renaissance de Settat | ---                            |
| 1999-2000 | Racing Casablanca     | Ittihad Khemisset              |
| 2000-01   | Ittihad Tanger        | Stade Marocain (Rabat)         |
| 2001-02   | KAC Kenitra           | Chabab Mohammedia              |
| 2002-03   | Mouloudia d'Oujda     | AS Salé                        |
| 2003-04   | Olympique Safi        | Union Sportive Touarga (Rabat) |
| 2004-05   | Moghreb de Tétouan    | Difaa El Jadida                |
| 2005-06   | Maghreb de Fès        | Kawkab Marrakech               |
| 2006-07   | FUS Rabat             | KAC Kenitra                    |
| 2007-08   | AS Salé               | Chabab Mohammedia              |
| 2008-09   | FUS Rabat             | Wydad de Fès                   |
| 2009-10   | JS Kasba Tadla        | Chabab Rif Hoceima             |
| 2010-11   | CODM Meknès           | Ittihad Khemisset              |
| 2011-12   | Raja Beni Mellal      | Renaissance Berkane            |
| 2012-13   | Kawkab de Marrakech   | AS Salé                        |
| 2013-14   | Ittihad Khemisset     | Chabab Atlas Khénifra          |
| 2014-15   | Ittihad Tanger        | Mouloudia d'Oujda              |
| 2015-16   | Chabab Atlas Khénifra | JS Kasba Tadla                 |
| 2016-17   | Racing de Casablanca  | Rapide Oued Zem                |
| 2017-18   | Mouloudia d'Oujda     | Youssoufia Berrechid           |
| 2018-19   | Renaissance Zemamra   | Raja Beni Mellal               |
| 2019-20   | MAS Fez               | SCC Mohammédia                 |
| 2020-21   | Olympique Khouribga   | Jeunesse Sportive Soualem      |
| 2021-22   | Moghreb de Tétouan    | UTS Rabat                      |
| 2022-23   | Renaissance Zemamra   | Youssoufia Berrechid           |